# 강신우 (1999년)
강신우(한국 한자: 姜信友, 1999년 4월 21일 ~ )는 대한민국의 축구 선수로, 포지션은 골키퍼이다.

## 유소년 시절
강신우 선수는 초등학생 시절에 키가 크다는 이유로 골키퍼를 맡으며 성장했고 이후경남 FC의 유스팀인 토월중등학교와 진주고등학교 축구부를 모두 거쳤으며, 특히 토월중 시절에는 탐라기 전국 중학교 축구대회에서 준우승을 이끌며 우수 선수상을 수상 하였다. 진주고 시절에는 팀 역사상 첫 왕중왕전 진출을 이끌었다.

## 클럽 경력
2018시즌을 앞두고, 경남 FC와 프로 계약을 체결하면서
경남 FC의 첫 유스 출신 선수가 되었다.
2021시즌을 앞두고 K4리그의 진주시민축구단에 입단했다.

## 플레이 스타일
186cm의 장신 골키퍼는 아니지만 공중볼 처리 능력과 1대1 방어 능력이 뛰어나다고 평가 받는다.

## 수상 내역

### 대회 기록
진주고등학교 (2015 ~ 2017)
- 탐라기 전국 중학교 축구대회 ● 준우승: 2014

### 개인
- 탐라기 전국 중학교 축구대회 우수선수상: 2014

## 참고 자료
- 경남 유스 출신 첫 프로 직행 골키퍼, 강신우